# DFB-Pokal 1981-82 (vrouwen)
De DFB-Pokal 1981/82 (voor vrouwen) was de tweede editie van de DFB-Pokal voor vrouwen. Het vrouwenvoetbal bekertoernooi werd op 1 mei 1982 afgerond met de finale, voorafgaand aan de mannenfinale, in het Waldstadion in Frankfurt am Main.
Het toernooi werd voor de tweede keer gewonnen door SSG 09 Bergisch Gladbach dat in de finale VfL Wittekind Wildeshausen met 3-0 versloeg.

## Deelnemers
Zestien bekerwinnaars van de regionale bonden mochten aan de tweede editie van de DFB-Pokal voor vrouwen deelnemen.

## Achtste finales
De wedstrijden vonden plaats op 19 en 20 september 1981. (De datum van de replaywedstrijd tussen Germania en Weiskirchen in onbekend.
| Thuisclub                  | Uitslag | Uitclub                  |
| -------------------------- | ------- | ------------------------ |
| Lorbeer Rothenburgsort     | 1-4     | SSG 09 Bergisch Gladbach |
| VfL Wittekind Wildeshausen | 3-0     | BFC Meteor 06 Berlin     |
| FSV Frankfurt              | 5-0     | SC Freiburg              |
| TuS Niederkirchen          | 0-2     | SC 07 Bad Neuenahr       |

| Thuisclub      | Uitslag        | Uitclub                                |
| -------------- | -------------- | -------------------------------------- |
| TSV Siegen     | 0-1 nv         | KBC Duisburg                           |
| TSV Rendsburg  | 2-1            | TSV Farge-Rekum Bremen                 |
| VfL Schorndorf | 2-1            | TSV Bäumenheim                         |
| SV Weiskirchen | 1-1 nv , 3-0 * | Germania Untergrombach *Germania thuis |

## Kwartfinale
De wedstrijden vonden plaats op 24 en 25 oktober 1981.
| Thuisclub                | Uitslag | Uitclub                    |
| ------------------------ | ------- | -------------------------- |
| SSG 09 Bergisch Gladbach | 2-0     | KBC Duisburg               |
| TSV Rendsburg            | 0-4     | VfL Wittekind Wildeshausen |

| Thuisclub          | Uitslag | Uitclub        |
| ------------------ | ------- | -------------- |
| FSV Frankfurt      | 3-0     | VfL Schorndorf |
| SC 07 Bad Neuenahr | 6-0     | SV Weiskirchen |

## Halve finale
De wedstrijden vonden plaats op 7 maart 1981.
| Thuisclub                | Uitslag | Uitclub       |
| ------------------------ | ------- | ------------- |
| SSG 09 Bergisch Gladbach | 9-0     | FSV Frankfurt |

| Thuisclub          | Uitslag | Uitclub                    |
| ------------------ | ------- | -------------------------- |
| SC 07 Bad Neuenahr | 0-2     | VfL Wittekind Wildeshausen |

## Finale
De finale vond op 1 mei 1982 plaats voor 30.000 toeschouwers in het Waldstadion in Frankfurt am Main voorafgaand aan de finale van de DFB Pokal voor mannen en werd gespeeld door de bekerwinnaar in 1981, SSG 09 Bergisch Gladbach, en VfL Wittekind Wildeshausen.
| Thuisclub                                                             | Uitslag | Uitclub                    |
| --------------------------------------------------------------------- | ------- | -------------------------- |
| SSG 09 Bergisch Gladbach                                              | 3-0     | VfL Wittekind Wildeshausen |
| 9. Gisela Dahl 1-0 44. Anne Trabant-Haarbach 2-0 59. Bettina Krug 3-0 |         |                            |